# Culant
Culant (en francès Culan) és un municipi francès situat al departament de Cher i a la regió de Centre – Vall del Loira. L'any 2007 tenia 805 habitants. Es troba a la regió occitana del Borbonès.

## Demografia

### Població
El 2007 la població de fet de Culan era de 805 persones. Hi havia 341 famílies, de les quals 120 eren unipersonals (50 homes vivint sols i 70 dones vivint soles), 124 parelles sense fills, 66 parelles amb fills i 31 famílies monoparentals amb fills.
La població ha evolucionat segons el següent gràfic:
Habitants censats

### Habitatges
El 2007 hi havia 526 habitatges, 377 eren l'habitatge principal de la família, 76 eren segones residències i 74 estaven desocupats. 498 eren cases i 27 eren apartaments. Dels 377 habitatges principals, 248 estaven ocupats pels seus propietaris, 114 estaven llogats i ocupats pels llogaters i 16 estaven cedits a títol gratuït; 3 tenien una cambra, 20 en tenien dues, 87 en tenien tres, 113 en tenien quatre i 153 en tenien cinc o més. 288 habitatges disposaven pel capbaix d'una plaça de pàrquing. A 205 habitatges hi havia un automòbil i a 105 n'hi havia dos o més.

### Piràmide de població
La piràmide de població per edats i sexe el 2009 era:
| Homes | Edats   | Dones |
| ----- | ------- | ----- |
| 0     | 95 o +  | 0     |
| 4     | 90 a 94 | 4     |
| 8     | 85 a 89 | 12    |
| 8     | 80 a 84 | 16    |
| 16    | 75 a 79 | 32    |
| 28    | 70 a 74 | 36    |
| 52    | 65 a 69 | 40    |
| 12    | 60 a 64 | 28    |
| 8     | 55 a 59 | 28    |
| 32    | 50 a 54 | 16    |
| 28    | 45 a 49 | 40    |
| 44    | 40 a 44 | 48    |
| 24    | 35 a 39 | 24    |
| 8     | 30 a 34 | 16    |
| 4     | 25 a 29 | 12    |
| 16    | 20 a 24 | 12    |
| 36    | 15 a 19 | 24    |
| 32    | 10 a 14 | 16    |
| 20    | 5 a 9   | 8     |
| 12    | 0 a 4   | 4     |

## Economia
El 2007 la població en edat de treballar era de 480 persones, 332 eren actives i 148 eren inactives. De les 332 persones actives 298 estaven ocupades (151 homes i 147 dones) i 34 estaven aturades (17 homes i 17 dones). De les 148 persones inactives 61 estaven jubilades, 26 estaven estudiant i 61 estaven classificades com a «altres inactius».

### Ingressos
El 2009 a Culan hi havia 377 unitats fiscals que integraven 766 persones, la mediana anual d'ingressos fiscals per persona era de 14.445,5 €.

### Activitats econòmiques
Dels 58 establiments que hi havia el 2007, 4 eren d'empreses alimentàries, 1 d'una empresa de fabricació d'elements pel transport, 2 d'empreses de fabricació d'altres productes industrials, 5 d'empreses de construcció, 19 d'empreses de comerç i reparació d'automòbils, 4 d'empreses de transport, 6 d'empreses d'hostatgeria i restauració, 2 d'empreses financeres, 2 d'empreses immobiliàries, 2 d'empreses de serveis, 4 d'entitats de l'administració pública i 7 d'empreses classificades com a «altres activitats de serveis».
Dels 13 establiments de servei als particulars que hi havia el 2009, 1 era una oficina de correu, 1 una oficina bancària, 3 tallers de reparació d'automòbils i de material agrícola, 1 guixaire pintor, 2 lampisteries, 2 perruqueries, 1 restaurant i 2 agències immobiliàries.
Dels 7 establiments comercials que hi havia el 2009, 1 era una gran superfície de material de bricolatge, 2 fleques, 2 carnisseries, 1 una sabateria i 1 una joieria.
L'any 2000 a Culan hi havia 27 explotacions agrícoles que ocupaven un total de 2.023 hectàrees.

## Equipaments sanitaris i escolars
Els 2 equipaments sanitaris que hi havia el 2009 eren farmàcies.
El 2009 hi havia una escola elemental.

## Poblacions més properes
El següent diagrama mostra les poblacions més properes.